# Circuito do Estoril
Der Autódromo do Estoril (offizieller Name Autódromo Fernanda Pires da Silva) ist eine Motorsport-Rennstrecke in der Nähe der portugiesischen Stadt Estoril, ca. 30 km westlich von Lissabon. Er war bis zur Eröffnung des Autódromo Internacional do Algarve die wichtigste und längste Rennstrecke in Portugal.
Von 1984 bis 1996 wurde hier der Große Preis von Portugal der Formel 1 ausgetragen. Die Motorrad-Weltmeisterschaft gastierte mit dem Grand Prix von Portugal von 2000 bis 2012, die FIA-Tourenwagen-Weltmeisterschaft (WTCC) führte ebenfalls Rennen auf dem Kurs durch.

## Streckenbeschreibung

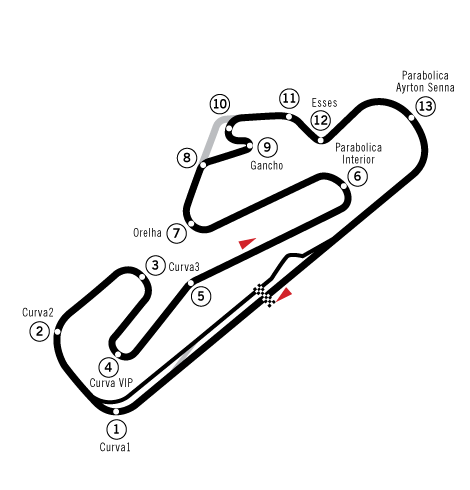
Streckenverlauf (1994–1999)

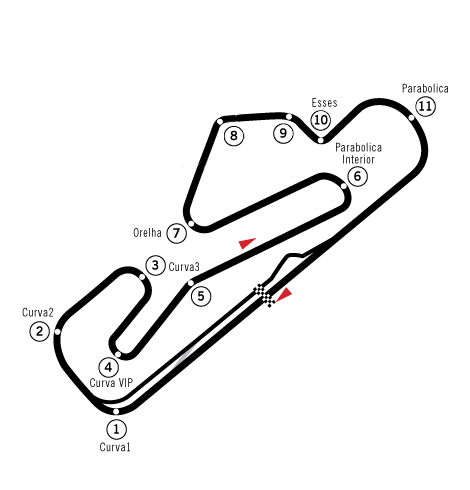
Streckenverlauf (1972–1993)

Der Circuito do Estoril liegt zwar in einer hügeligen Umgebung, nennenswerte Steigungen und Gefälle gibt es aber nur an der Westseite gegenüber der Start-Ziel-Geraden. Aufgrund des milden Klimas wurde die Strecke zudem in den Jahren, in denen der Große Preis von Portugal im Formel-1-Rennkalender stand, in den Wintermonaten gerne als Teststrecke genutzt, ähnlich wie auch die Kurse in Le Castellet oder aktuell Barcelona.
Die Strecke wird, wie die meisten anderen Rennstrecken auch, im Uhrzeigersinn befahren. In der ursprünglichen Fassung folgten auf die lange Start-Ziel-Gerade zwei langgezogene und entsprechend schnell gefahrene Rechtskurven, unterbrochen durch eine kurze Gerade dazwischen. Nach einer weiteren kurzen Gerade führt eine Abfolge von zwei enger werdenden Spitzkehren ins Infield, auf die Curva VIP folgt dabei die eine leichte Biegung aufweisende Gegengerade, die am Ende in die Parabolica Interior mündet – eine von wenigen Kurven dieser Art, die linksherum führt. Eine weitere Gerade führt auf die Spitzkehre Orelha zu, hiernach folgt im ursprünglichen Verlauf der Streckenabschnitt Esses, in dem zwei Biegungen nach rechts schließlich in eine scharfe Linkskurve münden. Es folgt mit der zweiten Parabolika die Rückkehr zur Start-Ziel-Geraden. Diese Kurve ist heute nach Ayrton Senna benannt, der hier 1985 seinen ersten Grand-Prix-Sieg feierte.
Mittlerweile wurde der Autódromo do Estoril mehrfach umgebaut. Die erste Änderung erfolgte noch während der Formel-1-Weltmeisterschaft 1994. Nach einer Reihe schwerer Unfälle in der ersten Hälfte der Saison wurde im Bestreben, die Renngeschwindigkeit zu senken und potenziell gefährliche Stellen zu entschärfen, vor der Kurvenkombination Esses die sehr langsam gefahrene Schleife Gancho eingeschoben, mit der die Geschwindigkeit bei der Einfahrt in Esses heruntergesetzt wurde. Die Streckenlänge stieg dadurch von 4.349 m auf 4.360 m an, in dieser Konfiguration gastierte die Formel 1 noch bis 1996 hier.
Ein weiterer Umbau fand 1997 statt und betraf den Bereich nach der Start-Ziel-Geraden. Anstelle der langgezogenen Rechtskurven ist die neue Curva 1 bedeutend spitzer, enger und langsamer, während die folgende Curva 2 nunmehr aus einer flacheren, aber auch sehr plötzlichen und dadurch engeren Biegung besteht.

## Geschichte

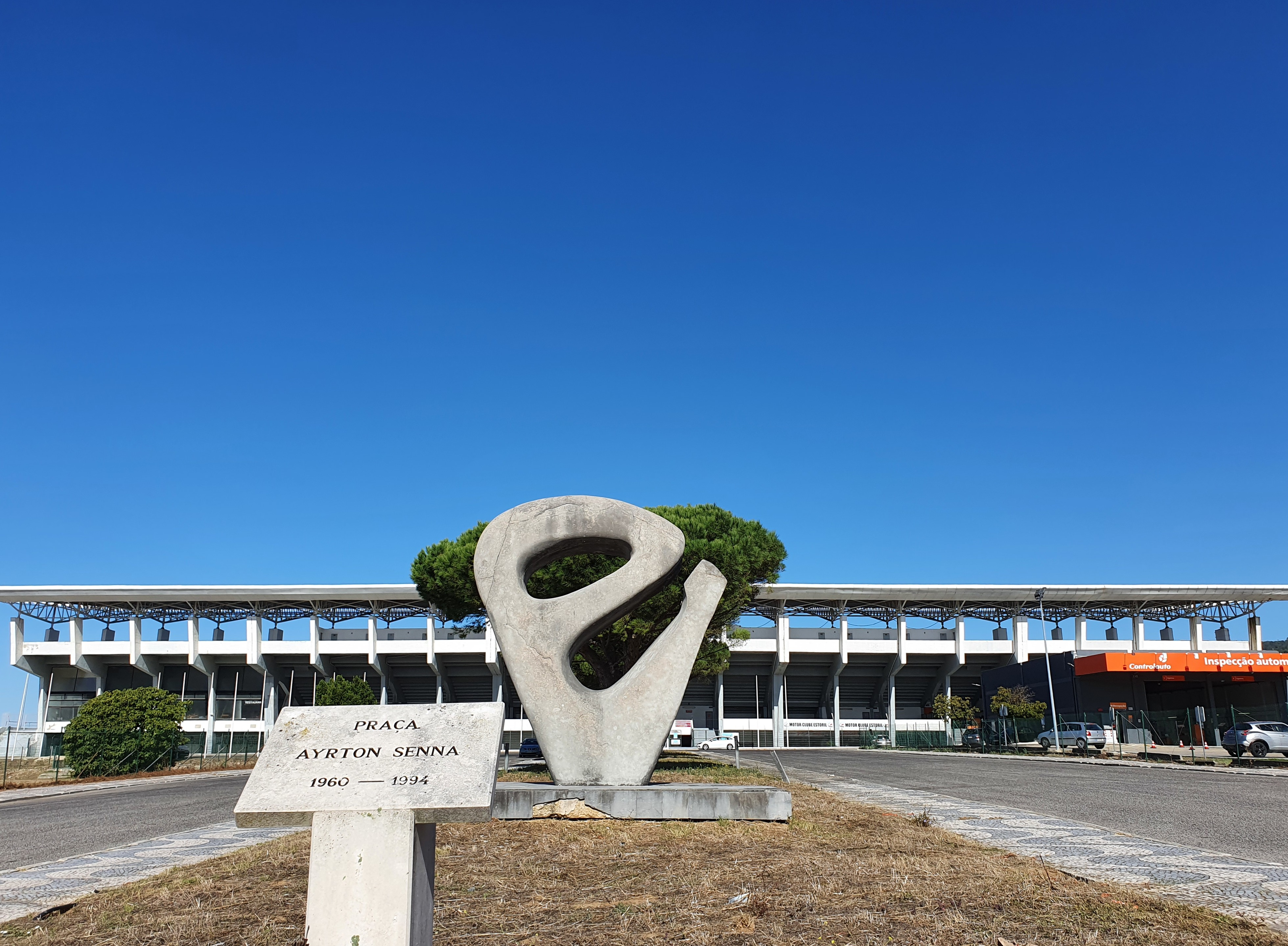
Statue am Ayrton-Senna-Platz

Die Rennstrecke wurde 1972 auf einem felsigen Plateau erbaut. Charakteristische Eigenschaften sind zwei Spitzkehren, deutliche Höhenunterschiede im Verlauf der Strecke und eine überdurchschnittlich lange Zielgerade.
In den ersten Jahren wurden nur lokale Rennen ausgetragen. Erst nach gravierenden Modernisierungsmaßnahmen hielt 1984 der internationale Motorsport auf der Strecke Einzug. Bis 1996 machte die Formel 1 in Estoril Station. Gleich das erste Rennen markierte einen Höhepunkt: In der Veranstaltung als Saisonfinale konnte Niki Lauda mit einem zweiten Platz die Führung in der Fahrerwertung der Weltmeisterschaft gegen seinen Teamkollegen Alain Prost, der das Rennen gewann, behaupten und sich so den Weltmeistertitel sichern. Auch das Rennen im Folgejahr ist in Erinnerung geblieben: Der junge Ayrton Senna erreichte hier bei äußerst schlechten Witterungsbedingungen seine erste Pole-Position und anschließend auch seinen ersten Rennsieg. Auch in späteren Saisons wurden in Estoril Weltmeisterschaften entschieden: 1986 führte das Williams-Team nach dem Rennen uneinholbar in der Konstrukteurswertung, und 1993 sicherte sich Prost mit einem zweiten Platz vorzeitig den Titel.
Ursprünglich sollte auch 1997 die Formel 1 hier gastieren und ihr letztes Saisonrennen bestreiten, aber aufgrund nicht erfolgter Umbaumaßnahmen wurde während der Saison entschieden, das Rennen unter dem Namen Großer Preis von Europa auf dem spanischen Circuito de Jerez durchzuführen. Bis heute finden u. a. Rennen der FIA-GT-Meisterschaft hier statt.
Im Juli 2015 entschied die regierende PSD/CDS-Koalition der Stadtverwaltung Cascais gegen die Stimmen der Opposition den Kauf der Rennstrecke für 4,921 Millionen Euro. In Zusammenarbeit mit den Motorsportverbänden Federação Portuguesa de Automobilismo e Karting (FPAK, Automobilsport) und Federação Motociclismo Portugal (FMP, Motorradsport) sollen hier Kartsport- und andere Rennen stattfinden, und zudem Lernparcours, Aus- und Fortbildungsstätten, ein Forschungszentrum der Autoindustrie, und ein Museum und Schulungszentrum entstehen. Die Opposition von PS, CDU und Bürgerliste Ser Cascais spricht dagegen von unrealistischen Plänen und zu erwartenden Kostenexplosionen.

## Statistik

### Alle Sieger von Formel-1-Rennen in Estoril
| Nr. | Jahr | Fahrer             | Konstrukteur | Motor         | Reifen | Zeit          | Streckenlänge | Runden | Ø-Tempo      | Datum         | GP von   |
| --- | ---- | ------------------ | ------------ | ------------- | ------ | ------------- | ------------- | ------ | ------------ | ------------- | -------- |
| 1   | 1984 | Alain Prost        | McLaren      | Porsche (TAG) | M      | 1:41:11,753 h | 4,350 km      | 70     | 180,541 km/h | 21. Oktober   | Portugal |
| 2   | 1985 | Ayrton Senna       | Lotus        | Renault       | G      | 2:00:28,006 h | 4,350 km      | 67     | 145,160 km/h | 21. April     | Portugal |
| 3   | 1986 | Nigel Mansell      | Williams     | Honda         | G      | 1:37:21,900 h | 4,350 km      | 70     | 187,644 km/h | 21. September | Portugal |
| 4   | 1987 | Alain Prost        | McLaren      | Porsche (TAG) | G      | 1:37:03,906 h | 4,350 km      | 70     | 188,224 km/h | 20. September | Portugal |
| 5   | 1988 | Alain Prost        | McLaren      | Honda         | G      | 1:37:40,958 h | 4,350 km      | 70     | 187,034 km/h | 25. September | Portugal |
| 6   | 1989 | Gerhard Berger     | Ferrari      | Ferrari       | G      | 1:36:48,546 h | 4,350 km      | 71     | 191,418 km/h | 24. September | Portugal |
| 7   | 1990 | Nigel Mansell      | Ferrari      | Ferrari       | G      | 1:22:11,014 h | 4,350 km      | 61     | 193,725 km/h | 23. September | Portugal |
| 8   | 1991 | Riccardo Patrese   | Williams     | Renault       | G      | 1:35:42,304 h | 4,350 km      | 71     | 193,626 km/h | 22. September | Portugal |
| 9   | 1992 | Nigel Mansell      | Williams     | Renault       | G      | 1:34:46,659 h | 4,350 km      | 71     | 195,521 km/h | 27. September | Portugal |
| 10  | 1993 | Michael Schumacher | Benetton     | Ford          | G      | 1:32:46,309 h | 4,350 km      | 71     | 199,748 km/h | 26. September | Portugal |
| 11  | 1994 | Damon Hill         | Williams     | Renault       | G      | 1:41:10,165 h | 4,360 km      | 71     | 183,589 km/h | 25. September | Portugal |
| 12  | 1995 | David Coulthard    | Williams     | Renault       | G      | 1:41:52,145 h | 4,360 km      | 71     | 182,328 km/h | 24. September | Portugal |
| 13  | 1996 | Jacques Villeneuve | Williams     | Renault       | G      | 1:40:22,915 h | 4,360 km      | 70     | 182,423 km/h | 22. September | Portugal |

Rekordsieger
Fahrer: Nigel Mansell/Alain Prost (je 3) • Fahrernationen: Großbritannien (5) • Konstrukteure: Williams (6) • Motorenhersteller: Renault (6) • Reifenhersteller: Goodyear (12)